# Calothyrza margaritifera
Calothyrza margaritifera är en skalbaggsart som först beskrevs av John Obadiah Westwood 1848.  Calothyrza margaritifera ingår i släktet Calothyrza och familjen långhorningar.
Artens utbredningsområde är Nepal. Inga underarter finns listade.